# India Catalina
La India Catalina (1495-11 de mayo de 1538) es el personaje clave para el inicio del mestizaje en los territorios de Cartagena de Indias, al propiciar el asentamiento español de la hueste de Pedro de Heredia desde el 14 de enero de 1533, siendo conocedora tanto del idioma español como de las lenguas indígenas, y además sobrina de caciques principales de la región de Galerazamba (Zamba), tal como se descubrió por una Probanza de 1535, siendo Zamba un pueblo cercano a Cartagena de Indias, de donde fue raptada alrededor de 1509 por Diego Nicuesa.  En 2012, fueron encontrados en el Archivo General de Indias los dos primeros documentos que prueban que la india Catalina, además, era la concubina de Pedro de Heredia,  lo que hace más dramático otro trascendente hecho probado y que da cuenta que, después de ayudar a Pedro de Heredia en la Fundación de Cartagena, Catalina se le rebeló y le acusó de robar oro, en el primer Juicio de Residencia que se le siguió a Heredia en Cartagena de Indias.  La India Catalina pertenecía a la etnia Mokaná, que pobló los actuales departamentos colombianos del Atlántico y Bolívar,  y a su regreso, alrededor del año de 1527, a la tierra firme de Gaira, procedente de Santo Domingo, a donde fue llevada siendo niña secuestrada por Diego Nicuesa; se dedicó a evangelizar en la Gobernación de Santa Marta y más tarde en la Gobernación de Bolívar.

## Biografía
La India Catalina fue raptada alrededor de 1509, siendo niña, por el conquistador español Diego de Nicuesa en el pueblo hoy conocido como Galerazamba (Zamba), departamento de Bolívar. Como está probado, la India Catalina era sobrina de caciques principales de la región de Zamba o Galerazamba,  pertenecientes a la etnia caribe Mokaná y tras su secuestro siendo muy niña, fue conducida a Santo Domingo, donde adquirió los hábitos, costumbres y creencias religiosas españoles, que difundió a su regreso a tierra firme alrededor de 1527.
Existen informaciones de la India Catalina desde el siglo XVI en textos de cronistas como Gonzalo Fernández de Oviedo y Juan de Castellanos. Gonzalo Fernández de Oviedo escribió que Pedro de Heredia, en su viaje de conquista a Cartagena de Indias en enero de 1533, envió a dos hombres por una "india lengua" o "india traductora" de la lengua de origen al español. La India Catalina regresaría a tierra alrededor de 1527 y sólo hasta 1533, la recoge en Gaira el madrileño Pedro de Heredia, en calidad de intérprete. Como intérprete de Pedro de Heredia, logró la pacificación de numerosas tribus indígenas, como los indios yurbacos actual turbacos, que habían eliminado en combate a Juan de la Cosa años atrás, y a los caciques de Carex y Bahaire, y había conocido para los españoles la ubicación de tesoros de oro como los de Zipacóa y Mahates. Alrededor de abril de 1533, Heredia fue con la India Catalina a una expedición al norte de la Provincia de Cartagena, y en aquella marcha, logró llegar a su tierra natal, Zamba, y reencontrarse con sus familiares, quienes al verla, la agasajaron y le regalaron oro. Aún se estudia la posibilidad de que se hubiese casado la India Catalina con Alonso Montes o Montáñez, sobrino de don Pedro, tras acusar al Gobernador Heredia en el primer juicio de residencia en 1537 y 1538. Los estudios realizados en Sevilla desde 2009 a 2012, no han podido probar que la India Catalina viajara a esa ciudad como lo sugirió, solo como posibilidad Camilo S. Delgado a principios del siglo XX.
Se le conoce como la "India Lengua", como una "pacificadora" y traductora entre las tribus indígenas y sin duda por falta de estudios hasta el año 2006, ha sido poco comprendida y precisamente estudiada.
También se conoce la historia de que la India Catalina colaboró con los españoles y les dio aposento en sus tierras. 
Las bondades con que se ve el término "pacificadora" son criticadas por algunos historiadores, puesto que al final de toda esta campaña, donde Catalina sirvió de "pacificadora", terminaron aniquilados por completo los indios Calamarí, quienes habitaban la zona donde hoy se encuentra Cartagena.
Por un lado, se presenta a Catalina como un símbolo de la raza nativa (y se presenta como una mujer dócil y pacífica, al servicio de la Corona Española), siendo una de las pocas imágenes indígenas a la que hoy en día se le muestran honores.

## Estatua y monumento

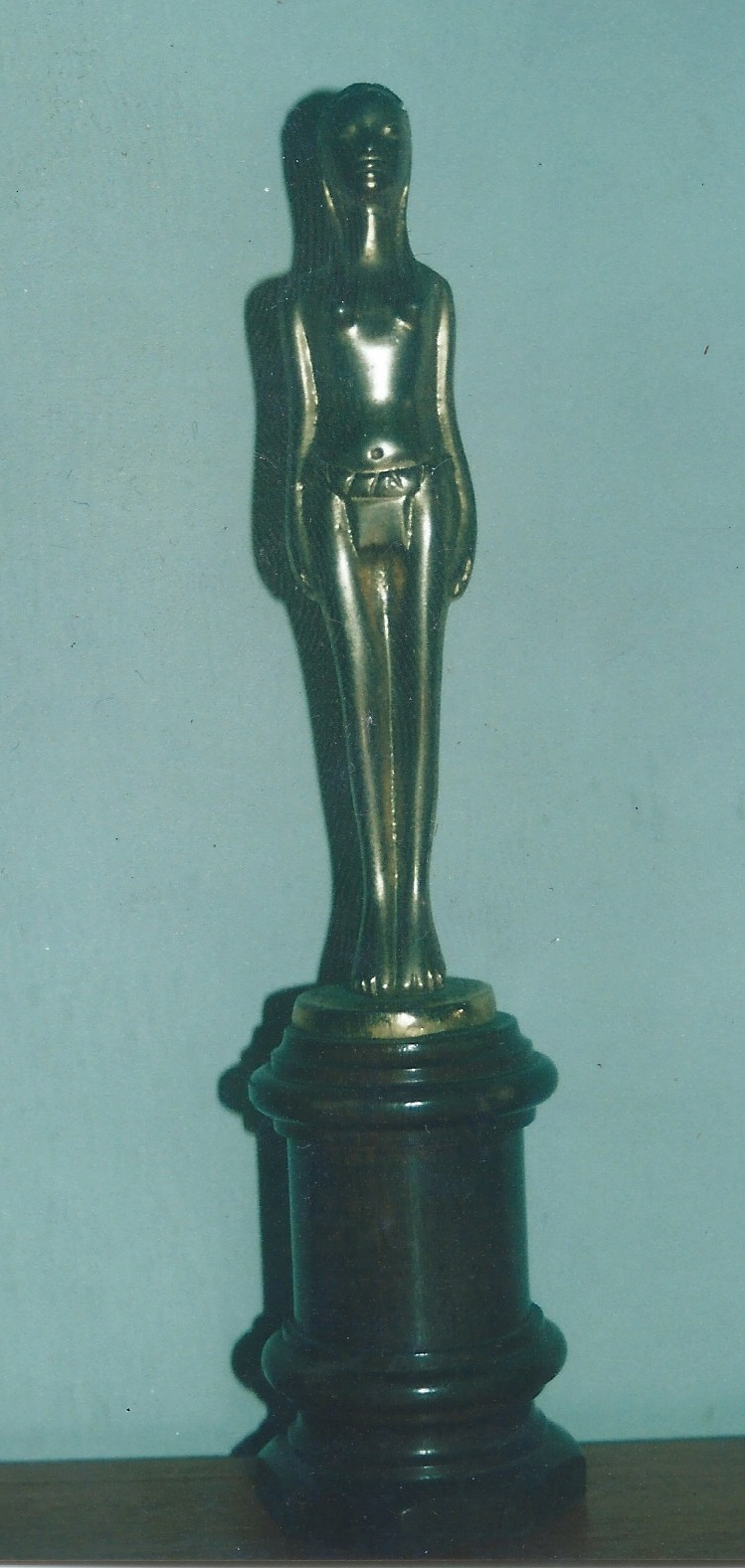
Primera estatuilla "India Catalina" en el Festival de Cine de Cartagena de Indias, elaborada por el escultor Héctor Lombana.

El creador del Festival de Cine de Cartagena, Víctor Nieto, encargó en 1961 la creación de una estatuilla para el Festival que finalmente elaboró el escultor Héctor Lombana en honor a la India Catalina. En 1973, el mismo Víctor Nieto confió al escultor español Eladio Gil Zambrana crear un monumento a mayor escala en bronce para reconocer sus características y mantenerla presente toda la vida.
Su monumento se encuentra en Cartagena de Indias, Colombia.
Hasta septiembre de 2011, la estatua se encontraba en la intersección de las avenidas Pedro de Heredia y Venezuela, de donde fue trasladada 12 metros para darle paso al sistema de transporte masivo Transcaribe. Dicho traslado causó inconformidad entre muchos habitantes de la ciudad, incluyendo al mismo Eladio Gil, autor de la estatua en 1973, quienes realizaron una marcha y protestas debido al traslado.
El monumento quedó instalado cerca de allí, en el Parque India Catalina, en la intersección de las avenidas Pedro de Heredia y Venezuela con carrera 11.